# خماس
الْخَمَّاسْ أو التَّرَّاسْ أو السّْبَايْبِي هو شخص فلاح مزارع قائم على زراعة وفلاحة حقل بتفاهم مع مالك الأرض حول حصته من المحصول.

## تعريف
الخماس يعني الرجال الأحرار المرتبطين بمالك الأرض والماء عن طريق عقد محاصصة تُعاد بموجبه أربعة أخماس المحصول إلى المالك والخُمْسُ المتبقي يعود لهم.

## الوصف
يقوم الخماس باستغلال الأرض الفلاحية عبر غرس الفسائل ونثر البذور وسقي المزروعات واستصلاح الأرض وحرثها ثم حصاد المحاصيل وتجهيز ميدان العمل للزراعة.

## تاريخ
كانت مهنة الخماسة تفرض في الماضي على المشغل الفلاح منح العامل «الخماس» خُمس الأرباح التي يحصل عليها عند بيع محاصيل فلاحية أو بعض رؤوس الماشية.
إلا أن هذا الأسلوب لم يَعُدْ محط قبول من لدن الفلاحين، الذين أصبحوا يفضلون التعامل مع مهن يومية بأجور هزيلة يقبل بها هؤلاء نظرا لقلة فرص الشغل.
كما أن تطور الوسائل العصرية سمح للفلاحين المالكين بتتبع ومراقبة أعمالهم الفلاحية دون اللجوء إلى توكيلها لخَمَّاسْ قد لا يخلص لهم.

كما أن الأسر الإقطاعية التي كانت تمتلك أراض فلاحية شاسعة ومنازل عائلية كبيرة تضم مئات الأبناء والأحفاد، بدأت تنقرض، بعد أن أقدم الورثة على تجزيئها وقرر الأبناء بناء منازل متفرقة، وهو ما قلل من مداخيل الأسر وأرغمها على الاستغناء عن العمال الفلاحين.